# آلکسی سوکیاسیان
آلِکسِی گریگوری سوکیاسیان (ارمنی: Ալեքսեյ Գրիգորի Սուքիասյան؛  زادهٔ ۲۰ سپتامبر ۱۹۰۷ - درگذشته ۵ سپتامبر ۲۹۸۲) یک مورخ و حقوق‌دان اهل ارمنستان بود.

## زندگی‌نامه
در ۱۰ سپتامبر ۱۹۰۷ در روستای معموره به دنیا آمد و از دانشگاه دولتی ایروان فارغ‌التحصیل شد. وی در آکادمی حقوق وزارت دادگستری روسیه، دانشگاه دولتی حقوق اورال و دانشگاه دولتی ایروان فعالیت می‌کرد.  وی همچنین برنده دانشمند شایسته ارمنستان شوروی (۱۹۷۱) شده است. وی در ۵ سپتامبر ۱۹۸۱ در سن ۷۳ سالگی در ایروان درگذشت.

## یادداشت
1. ↑  իրավաբանական գիտությունների դոկտոր